# Itaboraí
Itaboraí is een Braziliaanse stad in de staat Rio de Janeiro. De gemeente telt ongeveer 232.000 inwoners en de oppervlakte bedraagt 424 km² groot. De stad werd in 1696 gesticht.

## Aangrenzende gemeenten
De gemeente grenst aan Cachoeiras de Macacu, Guapimirim, Maricá, Rio Bonito, São Gonçalo en Tanguá.

## Verkeer en vervoer
De plaats ligt aan de noord-zuidlopende weg BR-101 tussen Touros en São José do Norte. Daarnaast ligt ze aan de wegen BR-493, RJ-104, RJ-114 en RJ-116.

## Geboren
- Joaquim José Rodrigues Torres (1802-1872), premier van Brazilië

## Galerij

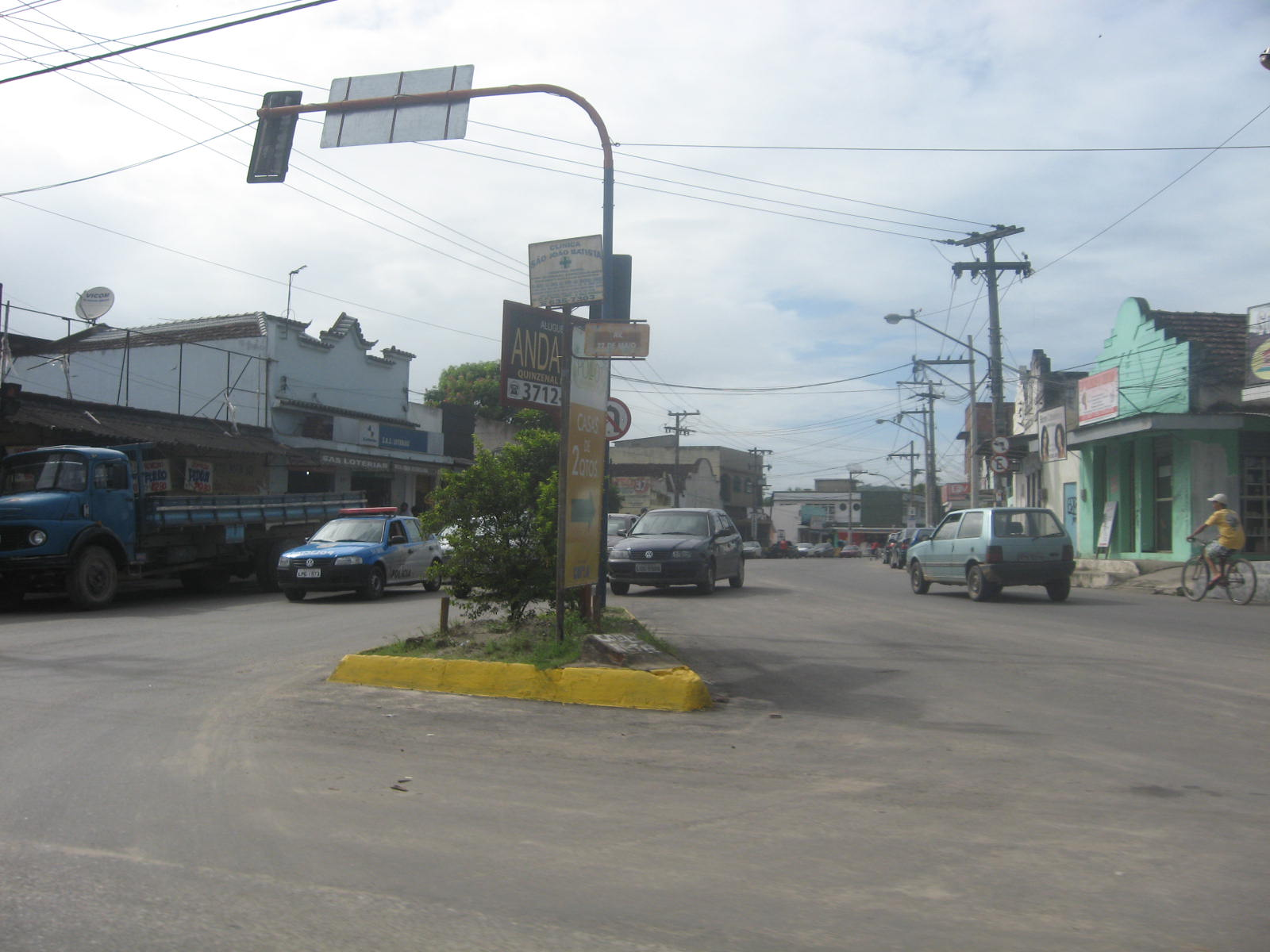
Itaboraí
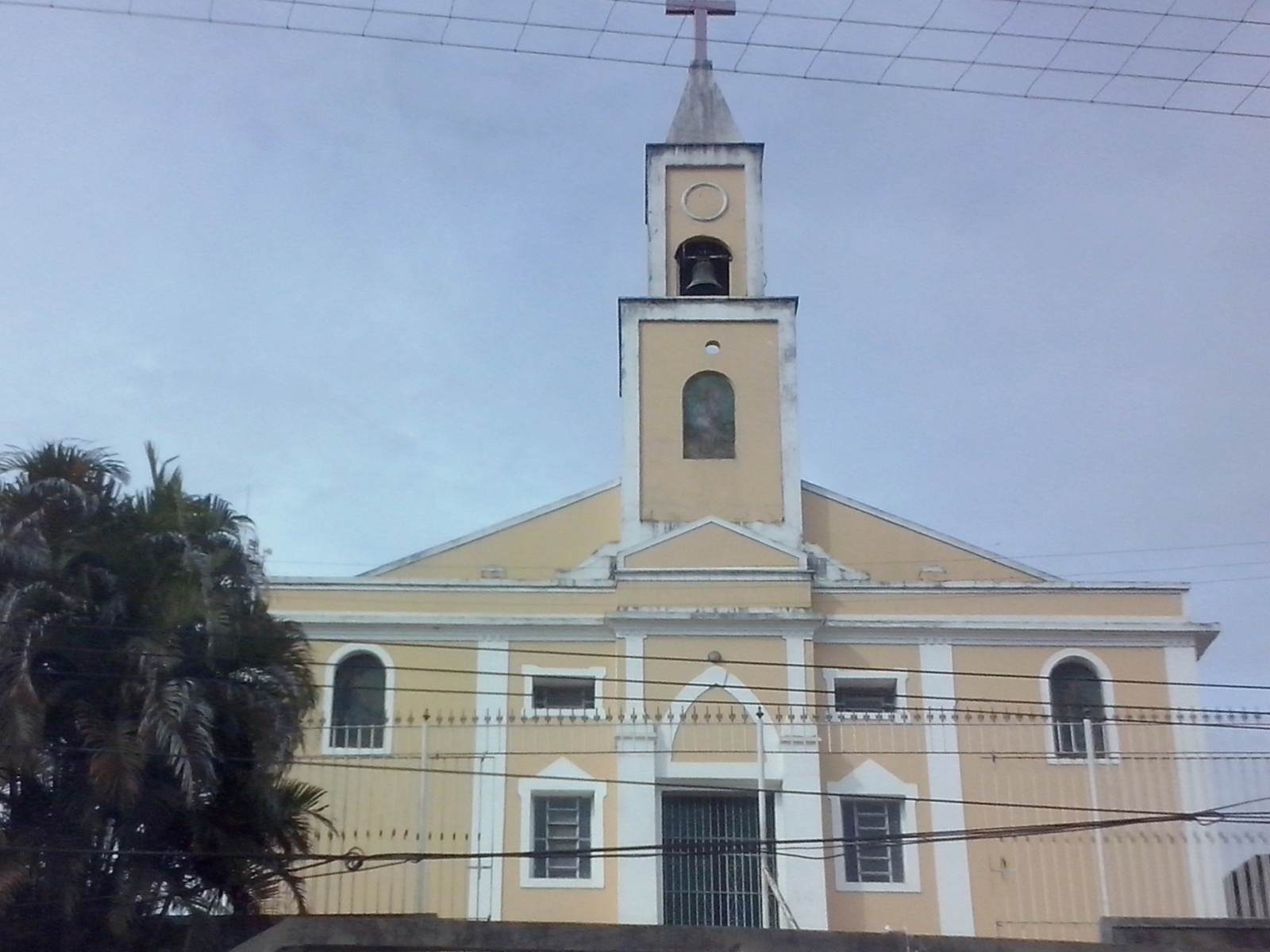
Kerk van Sint Petrus de Apostel, Itaboraí